# أنيت أندريه
أنيت أندريه (بالإنجليزية: Annette Andre)‏ هي ممثلة أسترالية، ولدت في 24 يونيو 1939 بسيدني في أستراليا.

## أعمال

### أفلام
- (1966) شيء مضحك حدث في الطريق إلى المحكمة

## وصلات خارجية
- أنيت أندريه على موقع IMDb (الإنجليزية)
- أنيت أندريه على موقع ألو سيني (الفرنسية)
- أنيت أندريه على موقع أول موفي (الإنجليزية)
- أنيت أندريه على موقع قاعدة بيانات الأفلام السويدية (السويدية)
- أنيت أندريه على موقع قاعدة بيانات الفيلم (الإنجليزية)
- أنيت أندريه على موقع كينوبويسك (الروسية)